# Grå blåbärsfältmätare
Grå blåbärsfältmätare, Entephria caesiata, är en fjärilsart som beskrevs av Michael Denis och Ignaz Schiffermüller, 1775. Grå blåbärsfältmätare ingår i släktet Entephria och familjen mätare, Geometridae. Enligt den finländska rödlistan är arten sårbar, VU, i Finland. Enligt den svenska rödlistan är arten nära hotad, NT, i Sverige. Artens livsmiljö är Blåbärsgranskog. Två underarter finns listade i Catalogue of Life, Entephria caesiata nebulosa Inoue, 1955 och Entephria caesiata norvegica Strand 1902.

## Bildgalleri

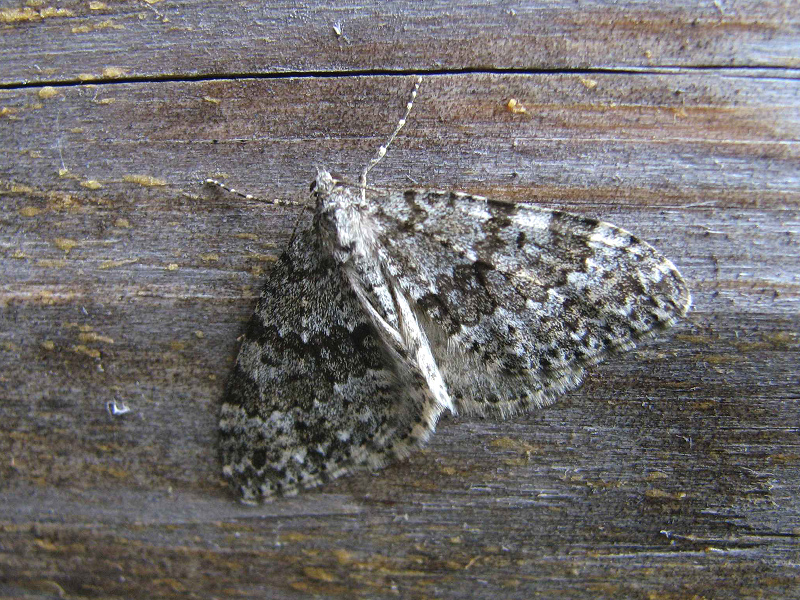
Imago fjäril
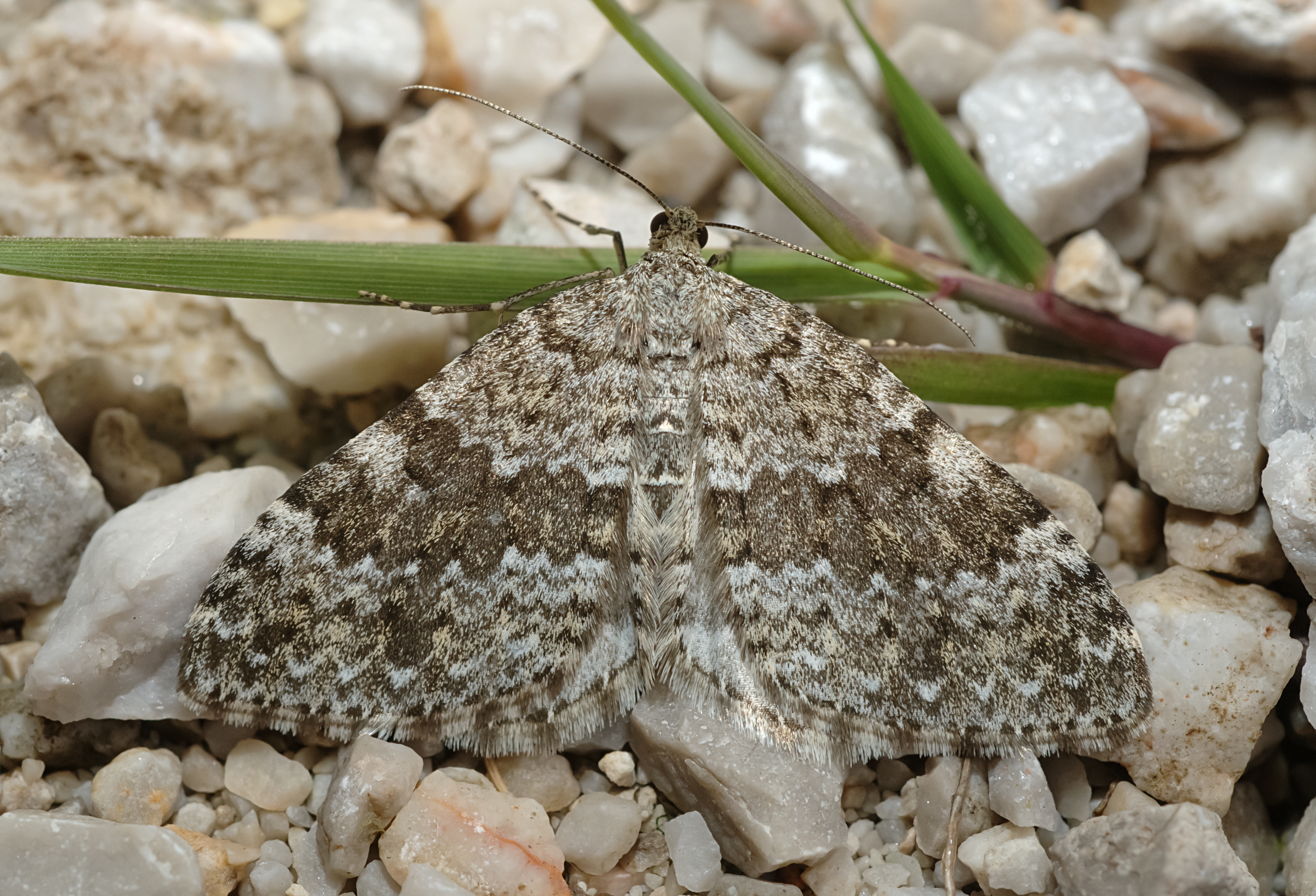
Imago fjäril
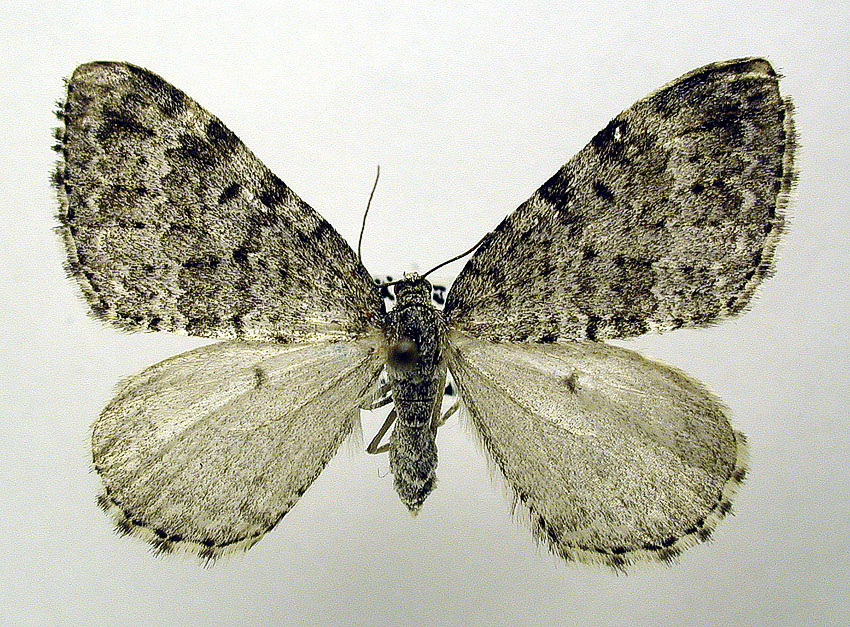
Preparerad (uppnålad) imago fjäril